# المشخاضة (العدين)

تعديل مصدري - تعديل

المشخاضة محلة تابعة لقرية فرعان، التابعة لعزلة قصع حليان بمديرية العدين إحدى مديريات محافظة إب في الجمهورية اليمنية.، بلغ تعداد سكانها 70 حسب تعداد اليمن لعام 2004.